# 1950 en musique
| \| • Retour à la chronologie générale de la musique populaire • \| |
| XXIe siècle • XXe siècle • XIXe siècle • XVIIIe siècle XVIIe siècle • XVIe siècle • XVe siècle • XIVe siècle XIIIe siècle • XIIe siècle • XIe siècle • Xe siècle IXe siècle • VIIIe siècle • Haut Moyen Âge • Rome • Grèce |
| • Retour à la chronologie générale de la musique populaire • |

| • Retour à la chronologie générale de la musique populaire • |

| Années de la musique populaire : 1947 - 1948 - 1949 - 1950 - 1951 - 1952 - 1953    |
| Décennies de la musique populaire : 1920 - 1930 - 1940 - 1950 - 1960 - 1970 - 1980 |

Cet article présente les faits marquants de l'année 1950 en musique.

## Évènements
- 15 mars : Les Frères Jacques reçoivent le Grand Prix du disque et de la chanson.
- 26 juin : Premier enregistrement américain de la chanson française C'est si bon par Louis Armstrong.
- 7 novembre : Lancement des disques microsillon en Europe.
- 4 décembre : Juliette Greco, Grand Prix de la Sacem pour Je hais les dimanches.
- Afrique occidentale : Succès de E. T. Mensah, « roi du highlife » pendant les années 1950 et 1960.
- Première fabrication industrielle de guitare électrique : la Fender Broadcaster.
- Georges Guétary est consacré meilleur chanteur d'opérette à Broadway pour son interprétation dans Arms and the Girl.
- Le label discographique Philips voit le jour.

## Disques sortis en 1950
- Albums sortis en 1950
- Singles sortis en 1950

## Principaux albums de l'année
- Birth of the cool, de Miles Davis
- 6 juin : enregistrement unique réunissant Charlie Parker, Dizzy Gillespie et Thelonious Monk.

## Principaux singles de l'année
- janvier : Rag Mop, de Johnny Lee Wills, repris par The Ames Brothers, Lionel Hampton, etc.
- février : Rockin' The Blues, de Pee Wee Crayton
- mars : Birmingham Bounce, de Hardrock Gunter & The Peebles
- mars : Tears On My Tie, de Louis Prima et Kelly Smith
- avril : Rollin' and Tumblin', Pt. 1 & 2 de Muddy Waters
- avril : My Baby's Gone de Charles Brown
- avril : Hard Luck Blues de Roy Brown
- 2 mai : Nat King Cole enregistre le titre Mona Lisa
- juin : Rollin' Stone / Walkin' Blues de Muddy Waters
- juillet : Goodnight, Irene, des Weavers avec Gordon Jenkins
- juillet : Rock Little Baby, de Cecil Gant
- juillet : Lucille, de Big Joe Turner
- août : Rock Mr. Blues, de Wynonie Harris
- septembre : Rockin' With Red, de Piano Red
- septembre : Ain't Nobody's Business, d'Ella Fitzgerald et Louis Jordan
- octobre : Bad, Bad Whiskey, d'Amos Milburn
- octobre : Milkcow Blues Boogie, de Ming & Ling
- novembre : Life Is So Peculiar, de Louis Armstrong et Louis Jordan
- décembre : Tennessee Waltz, de Patti Page

## Succès de l'année enFrance
- 2 mai : Édith Piaf enregistre et publie l'Hymne à l'amour en hommage à Marcel Cerdan
- Yves Montand interprète Les Feuilles mortes dans le film Les Portes de la nuit
- Maurice Chevalier : Ma Pomme
- Félix Leclerc : Le P'tit bonheur
- Pour Don Carlos, opérette de Francis Lopez, avec Georges Guétary.

## Naissances
- 5 janvier : Chris Stein, guitariste et fondateur du groupe américain Blondie.
- 9 janvier : David Johansen, chanteur du groupe de "glam-punk" américain The New York Dolls († 28 février 2025).
- 10 janvier : Sapho, chanteuse franco-marocaine.
- 21 janvier : Billy Ocean, chanteur de Trinidad.
- 24 janvier : Mory Kanté, chanteur et musicien guinéen.
- 6 février : Natalie Cole, chanteuse de jazz américaine († 31 décembre 2015).
- 12 février : Steve Hackett, guitariste du groupe anglais Genesis.
- 12 février : Angelo Branduardi, auteur-compositeur-interprète italien.
- 13 février : Peter Gabriel, auteur-compositeur-interprète britannique et membre du groupe de rock Genesis
- 2 mars : Karen Carpenter, chanteuse du duo américain The Carpenters († 4 février 1983).
- 20 mars : Carl Palmer, batteur britannique.
- 21 mars : Roger Hodgson, chanteur et musicien du groupe anglais Supertramp.
- 2 mars : Goran Bregović, musicien et compositeur de musiques de films bosniaque.
- 27 mars : Tony Banks, claviériste du groupe de rock Genesis.
- 5 avril : Agnetha Fältskog, une des chanteuses du groupe suédois  ABBA.
- 22 avril : Peter Frampton, chanteur et guitariste de rock anglais.
- 13 mai : Stevie Wonder, auteur-compositeur-interprète et musicien américain de soul music.
- 22 mai : Bernie Taupin, parolier britannique.
- 27 mai : Dee Dee Bridgewater, chanteuse de jazz américaine.
- 3 juin : Suzi Quatro, chanteuse de glam-rock américaine.
- 3 juin : Frédéric François, chanteur italien de variétés.
- 21 juin :  Joey Kramer, batteur du groupe de hard rock américain Aerosmith.
- 12 juillet : Eric Carr, batteur américain du groupe de hard-rock Kiss († 24 novembre 1991).
- 16 juillet : Tony Esposito, auteur-compositeur-interprète napolitain
- 12 août : Kid Creole, chanteur américain, leader du groupe The Coconuts.
- 21 août : Patrick Juvet, chanteur et compositeur de variétés suisse.
- 25 août : Willy DeVille, chanteur américain († 7 août 2009).
- 10 septembre : Joe Perry, guitariste du groupe de hard rock américain Aerosmith
- 14 septembre : Paul Kossoff, guitariste du groupe de rock britannique Free († 19 mars 1976).
- 1er octobre : Jeane Manson, chanteuse américaine de variétés françaises.
- 2 octobre : Mike Rutherford, musicien britannique du groupe Genesis.
- 4 octobre : Michael Heubach, musicien et compositeur de rock allemand.
- 20 octobre : Tom Petty, chanteur et guitariste de rock américain († 2 octobre 2017).
- 11 novembre : Steven Van Zandt, musicien, chanteur, acteur et animateur de radio américain, membre du E-Street Band
- 18 novembre : Graham Parker, chanteur de rock britannique.
- 22 novembre : Tina Weymouth, musicienne américaine des groupes Talking Heads et Tom Tom Club.
- 9 décembre : Joan Armatrading, chanteuse et guitariste de pop britannique.
- 12 décembre : Richard Galliano, accordéoniste.
- 28 décembre : Alex Chilton, chanteur et guitariste des groupes de rock américains The Box Tops et Big Star († 17 mars 2010).
- ? :
  - Michel El Malem, saxophoniste et compositeur de jazz français.

## Principaux décès
- 28 janvier : Kansas Joe McCoy, musicien américain de blues.
- 23 octobre :  Al Jolson, chanteur américain de jazz.